# Месегер, Сильвия
Сильвия Месегер Бельидо (исп. Silvia Meseguer Bellido, 12 марта 1989 года, Альканьис) — испанская футболистка, полузащитник мадридского «Атлетико» и сборной Испании.

## Карьера

### Клубы
Первым клубом в карьере Месегер стала «Сарагоса», за которую футболистка играла с 2005 по 2008 год.
В 2008 году она перешла в «Эспаньол», в составе которого трижды стала обладательницей Кубка Королевы.
С 2013 года играет за мадридский «Атлетико».

### Сборная
За сборную Испании выступает с 2008 года. Дебютировала в матче против сборной Англии, завершившемся вничью 2:2.
В составе сборной выступала на чемпионатах Европы 2013 и 2017 годов.
Участница чемпионата мира 2015 года.

## Достижения

### Клубы
Эспаньол:
- Обладательница Кубка Испании: 2009, 2010, 2012

 Атлетико Мадрид:
- Чемпионка Испании: 2016/17, 2017/18
- Обладательница Кубка Испании: 2016

### Сборная
Испания:
- Обладательница Кубка Алгарве: 2017